# Памятник освободителям Брянска
Памятник освободителям Брянска является одним из символов Брянска. 

## История
Брянск был освобожден от немецких войск 17 сентября 1943 года воинами Советской армии и партизанами. Они были разделена на 139 партизанских отрядов и общая численность партизан составляла более 60 тысяч человек — бойцов и командиров. Среди них сражались представители 42 национальностей, а так же европейские антифашисты из Англии, Германии, Венгрии, Болгарии, Испании.
Торжественное открытие монумента состоялось 17 сентября 1966 года. Это событие было приурочено к 23-й годовщине освобождения Брянска от немецко-фашистских захватчиков. 
Создателем скульптуры стал А. Файдыш-Крандиевский, архитекторами М. Барщ, А. Колчин.
В центре скульптурного комплекса расположен 22-метровый бетонный обелиск Победы. Перед обелиском на светлом гранитном постаменте установлена бронзовая скульптура воина высотой 4,2 метра. На лицевой стороне обелиска — надпись «За нашу Советскую Родину»; на обратной стороне высечены слова: «Вечная память героям, павшим в боях за свободу и независимость нашей Родины. 1941—1945». По обе стороны от центральной композицией расположены две скульптурные группы из бронзы: справа — идущие в атаку солдаты, слева — группа партизан. На лицевой стороне постамента с группой солдат надпись: «17 сентября 1943 г. воинами Советской Армии и партизанских соединений освобождён от фашистских захватчиков город Брянск»
Памятник состоит из трех композиций. Центром является пилон, перед которым установлена бронзовая скульптура воина в образе коммуниста-комиссара, который призывает воинов начать стремительную атаку. На лицевой стороне обелиска красуются слова «За нашу Советскую родину». Справа от центра композиции находится бронзовая скульптура идущих в бой солдат, слева — группа партизан.